# Gara Filiași
Gara Filiași este o stație de cale ferată din orașul Filiași, județul Dolj, România.

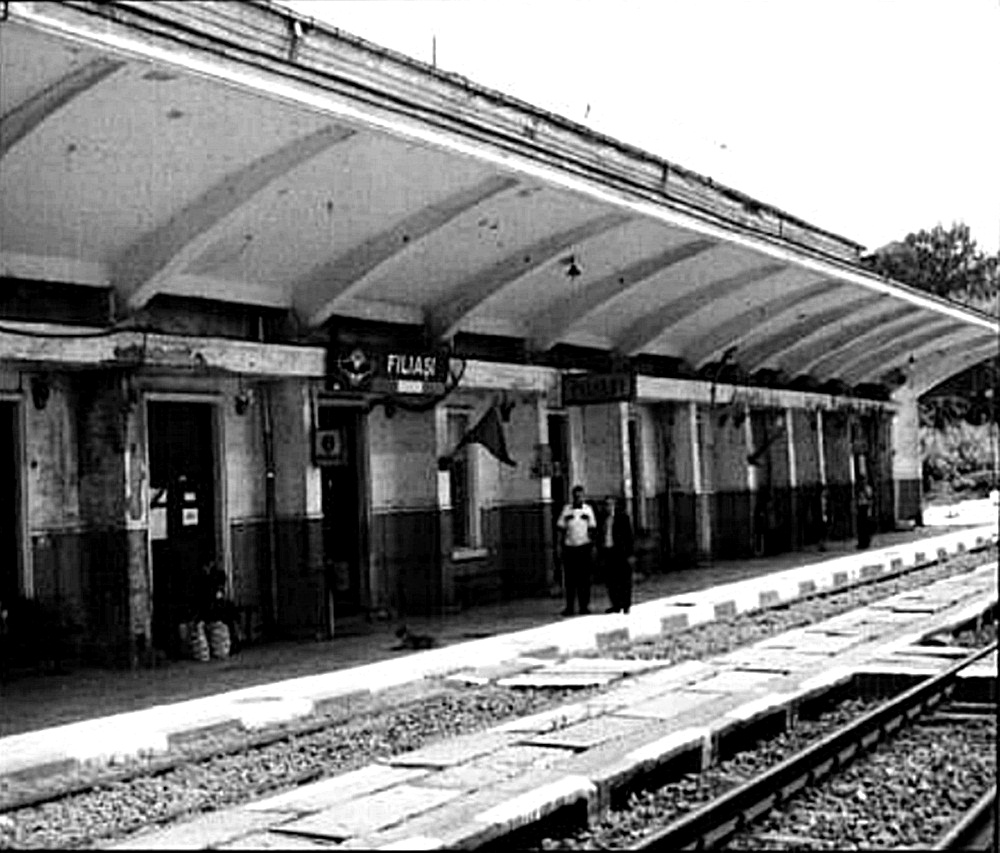

A fost dată în folosință în anul 1888.
Este nod feroviar pentru că aici se intersectează magistrala națională București-Timișoara cu cele două linii Filiași-Târgu Jiu.
În fața garii se află bustul lui Mihai Eminescu în onoarea trecerii lui prin Gara Filiași, atunci când l-a vizitat pe prietenul său, boierul Mandrea, la conacul acestuia din Florești.